# Krzywda (Stoczek Kocki)
Krzywda – część wsi Stoczek Kocki w Polsce położona w województwie lubelskim, w powiecie lubartowskim, w gminie Jeziorzany.
Wierni kościoła rzymskokatolickiego należą do parafii Narodzenia św. Jana Chrzciciela w Poizdowie.
W latach 1975–1998 Krzywda administracyjnie należała do ówczesnego województwa lubelskiego.